# 1620 en santé et médecine
| Années de la santé et de la médecine : 1617 - 1618 - 1619 - 1620 - 1621 - 1622 - 1623    |
| Décennies de la santé et de la médecine : 1590 - 1600 - 1610 - 1620 - 1630 - 1640 - 1650 |

## Divers
- 23 janvier : le Parlement renouvelle la défense de pratiquer la médecine à Paris sans l'approbation de la Faculté[1].
- 19 juin : un édit de l'Inquisition de Mexico interdit la consommation du peyotl à cause des usages magiques de cette plante et malgré son intérêt thérapeutique[2].
- 16 mai : avec l'autorisation du Parlement de Paris, l'université d'Aix règlemente la collation du grade de docteur des facultés de théologie, de droit et de médecine[3].
- 27 juillet : Samuel Fuller (en) (1580-1633) embarque comme médecin à bord du Mayflower[4].
- La peste fait douze mille morts à Dantzig[5].

## Fondations
- 15 août : les médecins envoyés à Cologny, dans le canton de Genève, pour y examiner des sources récemment découvertes, signent un rapport qui atteste que leurs eaux sont bien « minérales et médicamenteuses[6] ».
- 12 septembre : à Copenhague, le roi Christian IV accorde des lettres patentes à la pharmacie du Lion, officine qui est à l'origine de l'entreprise danoise Leo Pharma[7].
- 31 octobre : le roi Philippe III confirme la fondation, autorisée dès 1606 par le pape Paul V, de l'université de Cagliari en Sardaigne, où deux chaires de médecine seront ouvertes en 1626[8].
- « Richelieu crée le premier hôpital sédentaire pour les soldats à Pignerol en Italie[9] ».
- Jean Riolan inaugure à Paris l'amphithéâtre anatomique qui portera son nom[10].
- Première mention de la pharmacie de l'hôpital franciscain du mont Sion à Jérusalem[11].
- Fin de la construction de l'hôpital San Giacomo de Palerme[12].
- La pharmacie (aptéka), fondée au Kremlin en 1581 par le pharmacien anglais James Frencham (de), est rebaptisée « Département des apothicaires » (Aptékarski Prikaz), mais elle reste au service exclusif du tsar et ne s'ouvrira aux nobles de la cour qu'à partir de 1630[13].
- Vers 1620 : construction de l’hôpital San Pancrazio de Vérone, en Italie[14].
- 1620-1634 : à Hennebont, en Bretagne, construction de l'hôpital Saint-Louis[15].

## Publications
- Guillaume Ader (v. 1567 ? – 1628), médecin et poète gascon, publie ses Enarrationes de aegrotis et morbis in Evangelio (« Récits sur les malades et la maladie dans l’Évangile[16] »).
- Fabrizio Bartoletti (1576-1630), professeur d'anatomie et de chirurgie à Bologne, publie une « introduction à l'anatomie » sous le titre d'Auspicalis trium methodi demonstrativae anatomicae praecognitorum praelectio[17].
- Brice Bauderon (1539-1623) fait paraître chez Sébastien Cramoisy sa Praxis in duos tractatus distincta[18].
- Jean de Bry réédite, avec texte explicatif en regard, les planches du Théâtre anatomique (1605) de Gaspard Bauhin (1560-1624[19]).
- Johann Ernst Burggrav (1600-1643), alchimiste et médecin de Simmern, fait paraître à Oppenheim, chez Jean Théodore de Bry, une première édition de l'Officina chimica de Balduin Clodius (1558-1603)[20].
- Nicolas Coeffeteau, prédicateur et théologien français, fait paraître un Tableau des passions humaines[21] « qui dresse une synthèse de la littérature philosophique, morale, mais aussi médicale sur la question », et qui sera réédité plus de vingt fois au XVIIe siècle[22].
- Michaël Döring publie ses ouvrages sur l'opium[23] et sur le baume[24].
- Jean Dujon, « conseiller du roi [Louis XIII] et trésorier de sa cavalerie légère », fait paraître son Discours sur la maladie de Roger de Bellegarde[25].
- Parution, sous le titre de Paradoxes de la peste, de la traduction française, par Barthélemy Barralis, des Paradossi della pestilenza (1584) de Silvestro Facio[26].
- Rodrigo da Fonseca fait imprimer ses « Consultations médicales » (Consultationes medicae) à Venise, chez Giovanni Guerigli[27],[28].
- Jacques Fontaine, médecin du roi et professeur à Aix-en-Provence, au collège royal de  Bourbon, publie un traité contre l'astrologie médicale (De astrologia medica liber[29],[30]).
- Domenico Galvani, philosophe et médecin italien, fait paraître son Trattato delle fontanele (« Traité des fontanelles[31] »).
- Le poète Claude Garnier († 1633 ?) publie son récit de « la maladie et guérison de la reine Anne d'Autriche[32] ».
- Rudolf Goclenius le Jeune (1572-1621), professeur de médecine, de physique et de mathématiques à Marbourg, fait paraître son Assertio medicinae universalis[33].
- Parution du Paradoxon de honore medicorum, de Melchior Goldast (1578-1635), jurisconsulte au service du comte de Holstein-Schaumbourg[34].
- Nicolas Habicot († 1624), chirurgien juré à Paris, fait paraître son livre sur la trachéotomie[35].
- Peter Holtzheim, professeur de médecine à Cologne, fait paraître une « Description de la fontaine médicinale Saint-Antoine à Andernach[36] ».
- Gabriel Illefonsus donne son traité De viri et foeminae comparanda foeconditate[37].
- Emmanuel Labadie, chirurgien juré à Toulouse, publie un Traicté de la peste divisé en diagnostic, prognostic et curation[38].
- Jean de Lampérière, médecin de peste à Rouen, publie son Traité de la peste, de ses causes et de sa cure[39].
- David de Lautaret, docteur en médecine de la faculté de Montpellier, publie son éloge des bains de Digne, en Provence[40].
- Publication à Paris, chez Isaac Mesnier, d'un fascicule signé L. S. D. L. (Guillain Nepveu, sieur de Longavesnes[41] ?) sur les eaux minérales de La Hacquinière[42].
- Cesare Mocha, médecin piémontais attaché à la cour de Savoie, fait imprimer à Turin ses Consilia medicinala[43].
- Niccolò Mutoni donne son traité sur le mithridate[44].
- David de Planis Campy (1589-1644) publie un Discours de la phlébotomie, suivi d'un Traité des crises, ce dernier, fondé sur les principes de l'astrologie médicale[45].
- Léonard Poillevé, docteur en médecine, signe un « occasionnel » consacré aux eaux minérales de Segray, près Pithiviers, en Beauce[46],[47].
- Angelo Sala (1576-1637), médecin et chimiste italien, médecin personnel d’Antoine-Günther, comte d’Oldenbourg, fait paraître sa « brève description d’un antidote spécial » (Descriptio brevis antidoti pretiosi[48]), ainsi que la traduction latine de son « aperçu de pharmacie chimique » (Aphorismorum chymiatricorum synopsis[49]).
- Giovanni Domenico Sala (it) (1579-1644), médecin padouan, fait imprimer son Ars medica à Venise, chez Evangelista Deuchin[50].
- Christophe Schlitzweck, médecin à Fribourg-en-Brisgau, publie « quarante-six observations » sur les vertus médicinales de l'eau minérale de Soultzmatt, dont Jacob Federer, également médecin à Fribourg, a introduit l'emploi en 1617[51].
- Johann Stephan Strobelberger (1593 ? – 1630), médecin à Montpellier, publie un « Nouveau traité sur la cochenille et la préparation de l'alkermès », où il insère la traduction latine de l'ouvrage de Laurent Catelan (1568 ? – 1647) sur le même sujet[52] ; ainsi qu'une « Description politico-médicale de la France[53] », qui contient « le plus ancien essai de flore régionale, [mais qui est] tiré de divers ouvrages et surtout des Stirpium adversaria nova, par Pena et Mathias de Lobel[54] ».
- Parution posthume du Tractatus de elephantiasi, de Jean de Varanda (1564-1617), qui a été doyen de Montpellier en 1609[55].
- Tobias Venner (en) (1577-1660), médecin de Bath, fait imprimer un régime de santé qu'il intitule Via recta ad vitam longam[56].
- Jean Vigier († 1665) publie son Tractatus absolutissimus, « compilé de divers auteurs », auquel il joint la traduction latine[57] du traité d'André du Laurens (1558-1609) sur le catarrhe (1594[58]).
- Diffusion, à Paris, d'un « occasionnel[59] » consacré à un miracle qui serait arrivé au couvent de la Madeleine de Tongres, en Liégeois, « où journellement est guérie quantité de diverses maladies[60] ».

## Personnalités
- Fl. Louis de Caseneuve, médecin ordinaire du roi à Tournon, auteur d'Hieroglyphica[61] publiés en 1626 à Lyon, qui analysent des « emblèmes en lien avec les classifications des types humains d'Hippocrate et Galien[62] ».
- Fl. Robert Le Maresquier, installé maître apothicaire et chirurgien à Valognes, grand-oncle de Guillaume Mauquest de La Motte (1655-1737), qui sera à son tour chirurgien-apothicaire dans la même ville[63].
- 1581-1620 : fl. Antoine Pescheur, premier chirurgien en titre de l'hôtel-Dieu de Reims[64].
- 1620-1630 : fl. Menecca Esposita, sage-femme à l'hôpital de la Real Santa Casa dell'Annunziata de Naples[65].
- 1620-1664 : fl. William Parker, médecin anglais, docteur de l'université de Bourges, membre du Royal College of Physicians[66].

## Naissances
- 5 février[67] : Paul Barbette (mort en 1666), médecin et chirurgien d'origine alsacienne, établi à Amsterdam[68].
- 6 mars : Théophile Bonet (mort en 1689), médecin suisse[69].
- 25 avril : John Graunt (mort en 1674), mercier londonien considéré comme l'un des fondateurs de la démographie pour avoir publié des analyses statistiques des bills of mortality (en) (« bulletins de décès ») de la ville de Londres[70], travail entrepris dans l'intention d'aider à la prévention des épidémies[71].
- 25 septembre : François Bernier (mort en 1688), voyageur, médecin et philosophe épicurien français[72].
- 23 décembre : Johann Jakob Wepfer (mort en 1695), médecin pathologiste et pharmacologue suisse[73].
- Ralph Bathurst (mort en 1704), médecin, poète et théologien anglais[74].
- Claude Bimet (mort vers 1675), chirurgien de l'Hôtel-Dieu de Lyon, auteur, en 1664, des Quatrains anatomiques des os et des muscles parus à Lyon chez Marc-Antoine Gaudet[75].
- Abel Brunier (mort à une date inconnue), médecin comme son père Abel Brunier (1573-1665), et attaché comme lui à la maison d'Orléans[76].
- Bernardino Genga (mort en 1690), médecin et anatomiste italien[77],[78].
- Thomas La Grue (mort en 1680), médecin protestant[79].
- Armand-Jean de Mauvillain (mort en 1685), médecin français, ami de Molière[80].
- Robert Morison (mort en 1683), médecin et botaniste écossais[81].
- Léonard Tassin (mort en 1687), chirurgien militaire français[82].
- 1620 ? : Pierre Borel (mort en 1671), médecin, botaniste et érudit français[83].
- Vers 1620[84] (ou vers 1629[85] ou vers 1632[84]?) : Antoine d'Aquin (mort en 1696), Premier médecin de Louis XIV.

## Décès
- 1er mars : Thomas Campion (né en 1567), médecin anglais, surtout connu comme compositeur de musique[86].
- 27 juillet : Grace Mildmay (en) (née en 1552), chroniqueuse, mémorialiste, autobiographe et médecin anglaise[87].
- Denis Garanjon (né à une date inconnue), apothicaire parisien, victime de la peste[88].
- Pierre Pena (né vers 1535), médecin et botaniste français[89].
- Joseph Poma (né en 1565), médecin et homme de lettres, docteur de l'université de Palerme et praticien dans cette ville[90].
- Nicolas de Pontoux (né en 1574), médecin de Granges, en Bourgogne, neveu de Claude de Pontoux (1530-1579) également médecin[91].
- Jean de Renou (né en 1568), professeur de médecine à Paris, auteur d'un « Dispensatorium galenico-chymicum (« Dispensaire galénico-chimique ») qui a[ura] fait tout son renom[92] ».
- Vers 1620 : Jean Béguin (né vers 1550), apothicaire et chimiste français[93],[94].